# Vyhlídková věž Dubeň
Vyhlídková věž Dubeň, slovensky vyhliadková veža Dubeň nebo vyhliadková veža na Dubni, je rozhledna postavená na hřbetu kopce Dubeň v pohoří Kysucká vrchovina v geomorfologickém celku Středních Beskyd na Slovensku. Nachází se na pravém břehu řeky Váh nad krajským městem Žilina v Žilinském kraji.

## Technické informace a historie
Vyhlídková věž Dubeň má obdélníkový půdorys a výšku 27,4 m a 10 pater na výšku. Nezastřešená vyhlídková plošina se nachází v nadmořské výšce 597 m. Je to ocelová příhradová konstrukce téměř celá obložená dřevem. Plány na stavbu vyhlídkové věže existovaly již v 90. letech 20. století, avšak vznikla až na základě výběrového řízení v roce 2016 a realizace se uskutečnila až v roce 2018. Architekty věže jsou Ladislav Vikartovský a Gábor Nagy. V nejspodnější části věže je turistický přístřešek s posezením realizovaný jako přístavek. U věže jsou stožáry vysílačů pro televizi a mobilní sítě.

## Další informace
Rozhledna nabízí působivé panoramatické výhledy do okolí a to především na město Žilina a okolní hory pohoří Malá Fatra, Kysuckou kotlinu, Pováží, Žilinskou přehradu, Hričovskou přehradu aj. Je celoročně volně přístupná a vedou k ní turistické stezky a naučná stezka ze Zástranie, Zádubnie a Budatína.

## Galerie

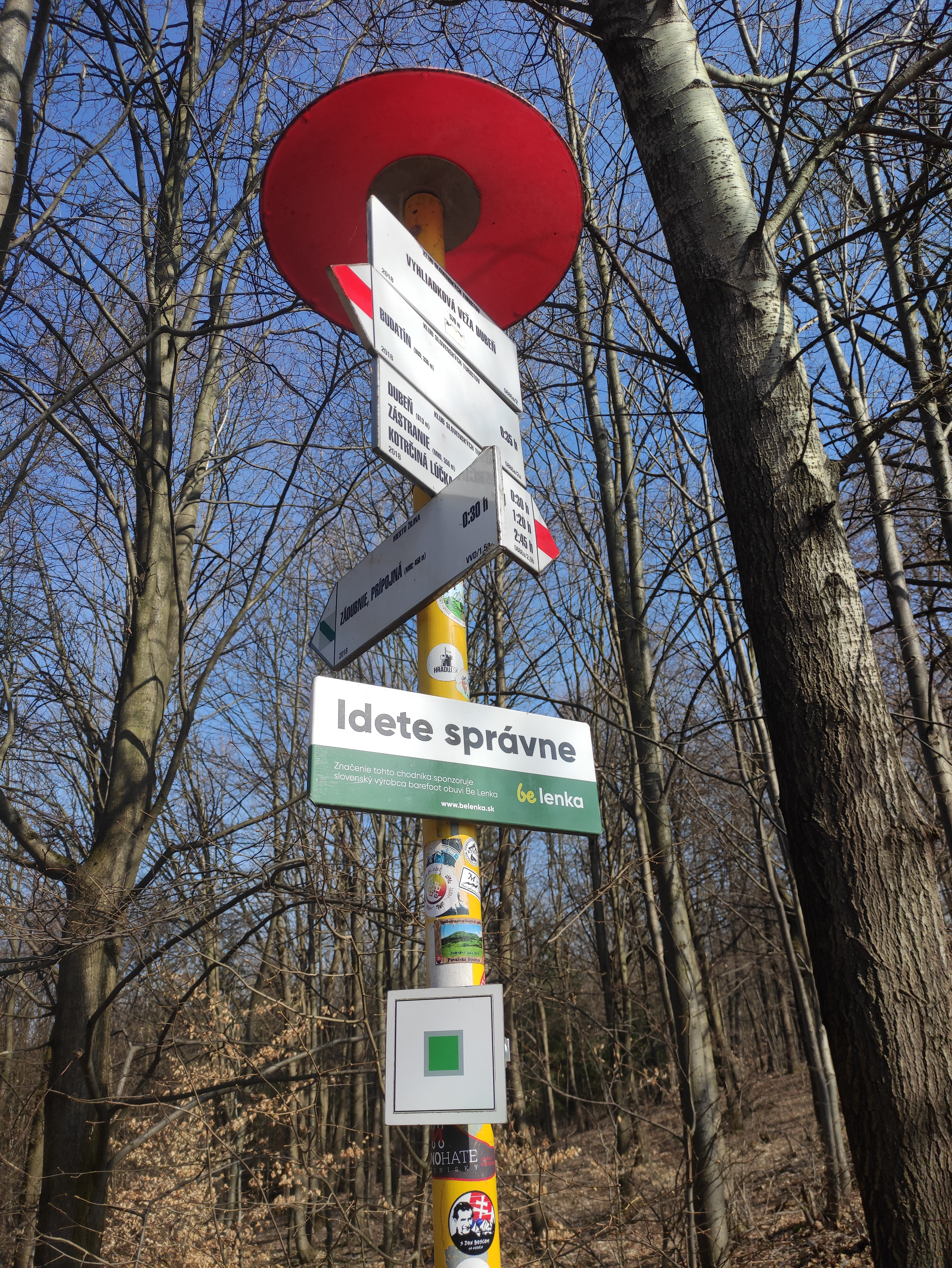
Turistický rozcestník u rozhledny
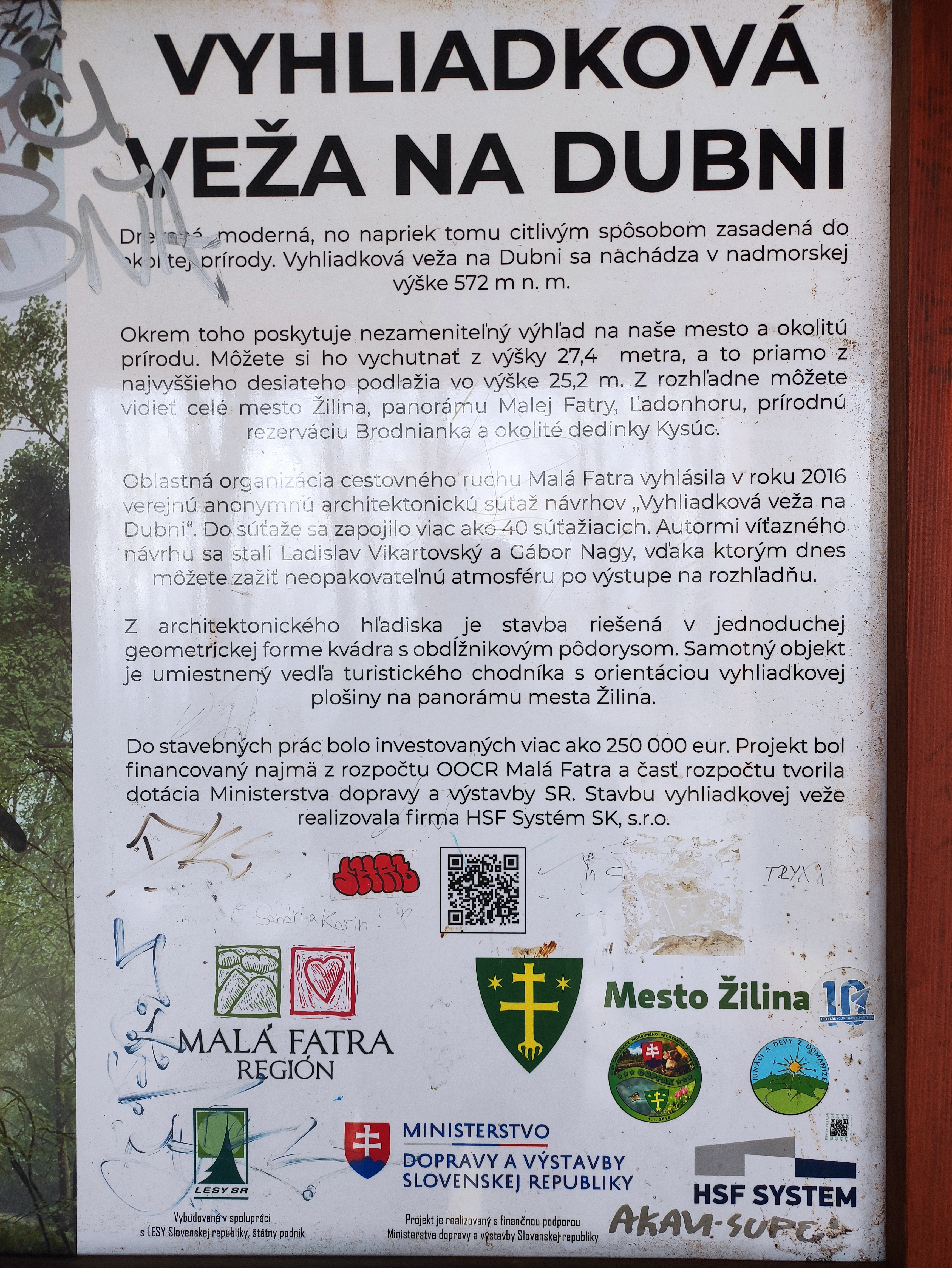
Informační panel u rozhledny
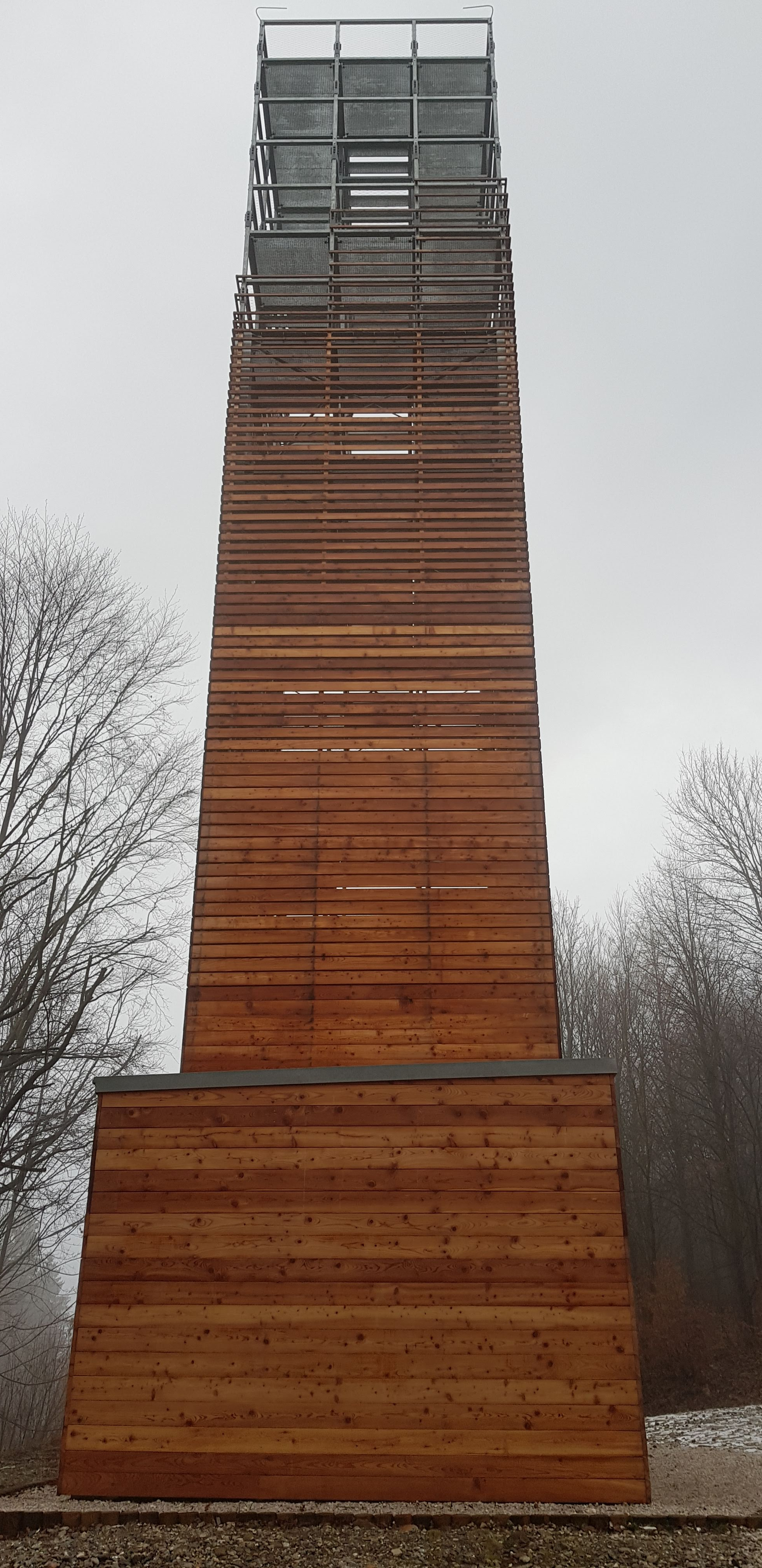
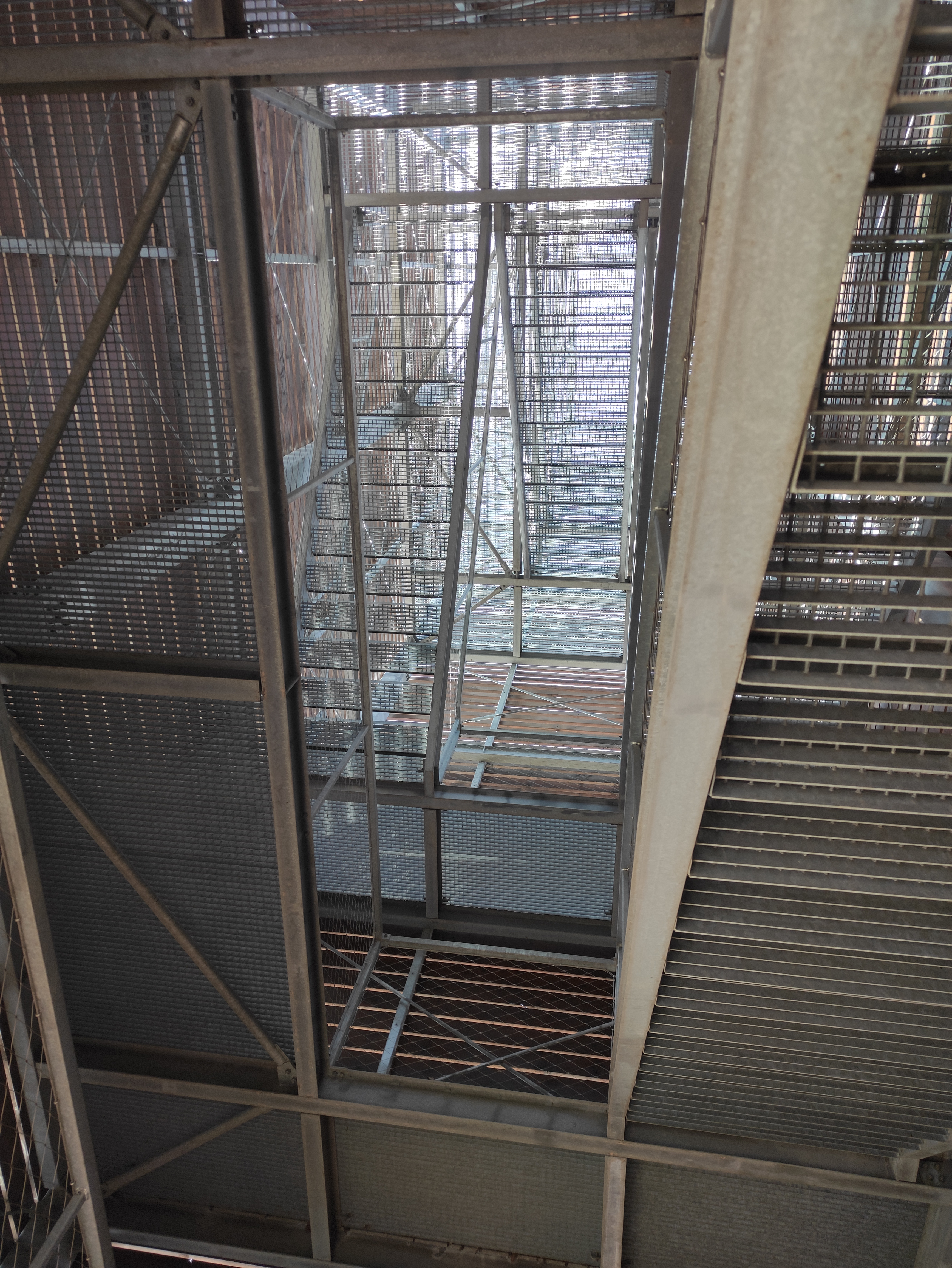
Vnitřní náhled do rozhledny
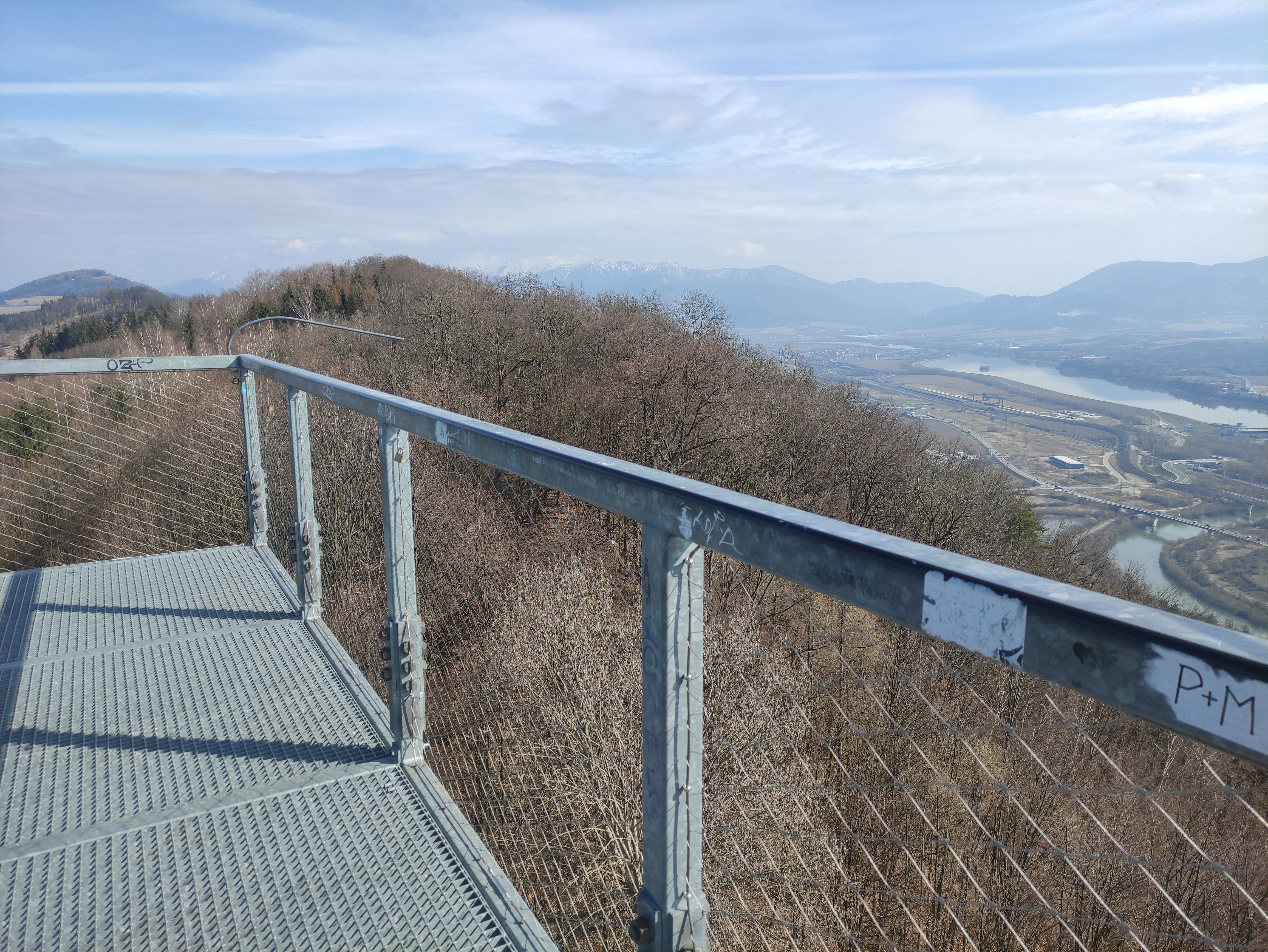
Výhled z rozhledny
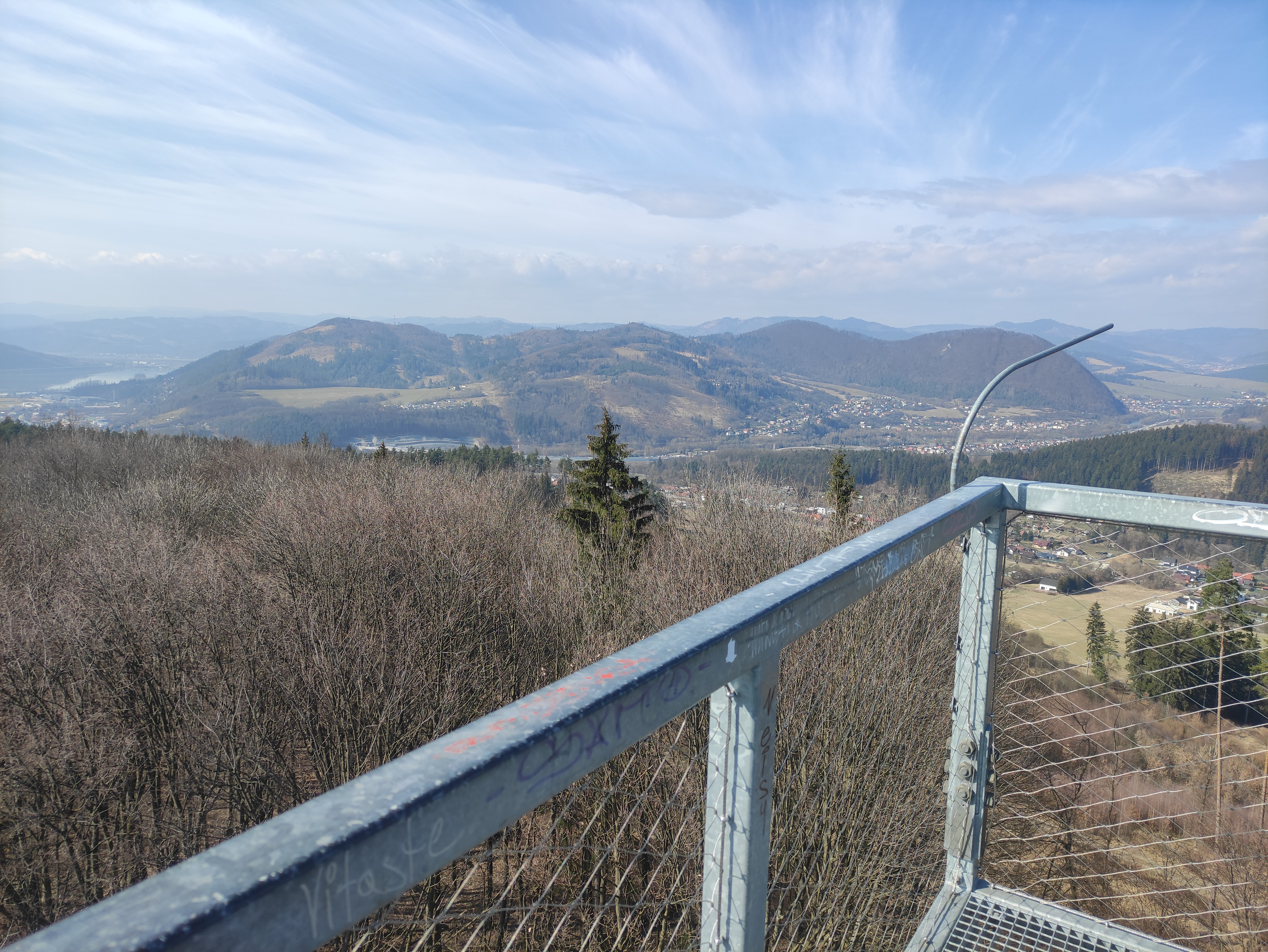
Výhled z rozhledny